# Harley Rouda
Harley Rouda (Columbus, 10 dicembre 1961) è un politico statunitense, membro della Camera dei Rappresentanti per lo stato della California dal 2019 al 2021.

## Biografia
Subito dopo essersi registrato come democratico, si candida al Congresso per il quarantottesimo distretto della California. Nelle primarie giungla riesce a battere il compagno di partito Hans Keirstead per soli 125 voti. Per le elezioni generali di novembre Rouda riceve 4 milioni di dollari di donazioni da Michael Bloomberg e ciò rende l'elezione in questo distretto la più costosa elezione tra tutte quelle alla Camera dei Rappresentanti. Rouda riesce a battere il deputato uscente repubblicano Dana Rohrabacher, sottraendogli il seggio dopo 30 anni al Congresso e insediandosi come deputato il 3 gennaio 2019. Ricandidatosi nel 2020, Rouda viene sconfitto dalla Repubblicana Michelle Steel, una delle prime donne sudcoreane ad essere elette alla Camera.